# Liberia ai Giochi della XVIII Olimpiade
La Liberia partecipò ai Giochi della XVIII Olimpiade, svoltisi a Tokyo dal 10 al 24 ottobre 1964, con un solo atleta, lo sprinter Wesley Johnson, futuro vicepresidente della Nazione dal 2003 al 2006.
Per questo paese fu la terza partecipazione ai Giochi estivi. Non fu conquistata nessuna medaglia.